# حلزون مخروطی

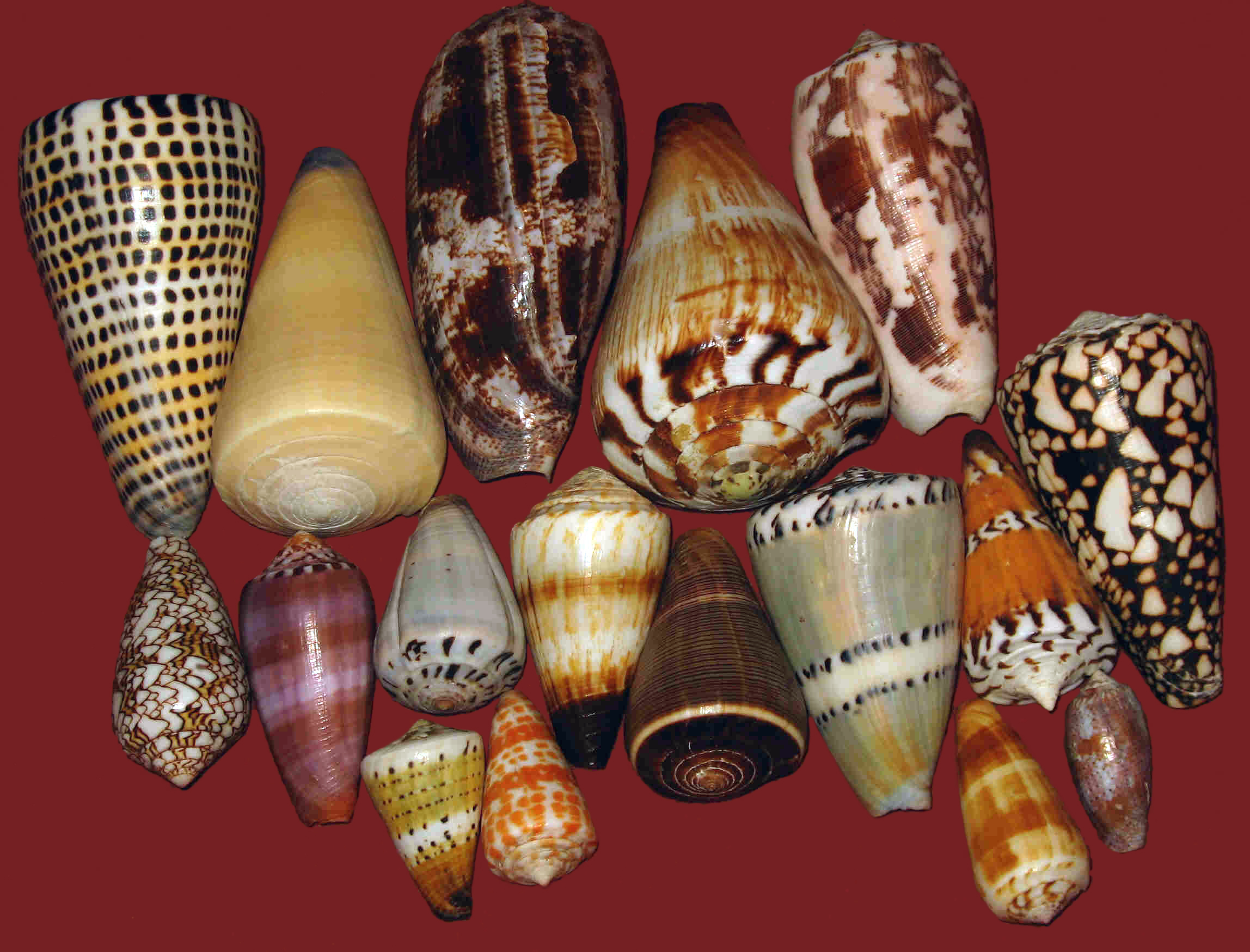

حلزون مخروطی (به انگلیسی: cone snail) نام گروه بزرگی از حلزونهای دریایی است که از نرم‌تنان دریایی شکم‌پا محسوب می‌شوند.
این حلزون‌ها یکی از کندترین موجودات در اقیانوس هستند اما بسیار سریع به طعمه حمله می‌کنند و سم‌شان بسیار قوی است.
محققان آمریکایی امید دارند با استفاده از سم این حلزون، ترکیبات دارویی تازه ای را کشف کنند که به درمان بیماری‌ها، از قبیل سرطان کمک کند.